# Ak Orda
Palác Ak Orda (kazašsky: Ақорда резиденциясы) je oficiální sídlo prezidenta Kazachstánu, které se nachází v hlavním městě Astana. Palác se stavěl tři roky a otevřen byl v roce 2004. Postavila ho společnost Mabetex Group založená 3. prezidentem Kosova Behgjetem Pacollim. Nachází se na levém břehu řeky Išim. Je prezidentovým pracovištěm a sídlí zde zaměstnanci prezidentské administrativy, prezident zde však nebydlí. Na vrcholu zlaté kupole je věž se zlatou sochou v podobě slunce s 32 paprsky a orla stepního letícího pod ním. Výška budovy (včetně věže) je 80 metrů. V prvním patře se nachází Velký centrální sál, tiskový sál, slavnostní sál a zimní zahrada. Ve druhém patře jsou kanceláře, třetí patro je využíváno pro mezinárodní akce a zahrnuje různé reprezentativní prostory jako Mramorový sál, Zlatý sál, Oválný sál nebo Orientální sál postavený ve tvaru jurty. Čtvrté patro zahrnuje Dómský sál, jednací síň vlády a knihovnu. Na podlahové vzory bylo použito 21 druhů mramoru. Palác je vyobrazen i na kazašské bankovce v hodnotě 10 000 tenge.

## Galerie

Ak Orda v noci
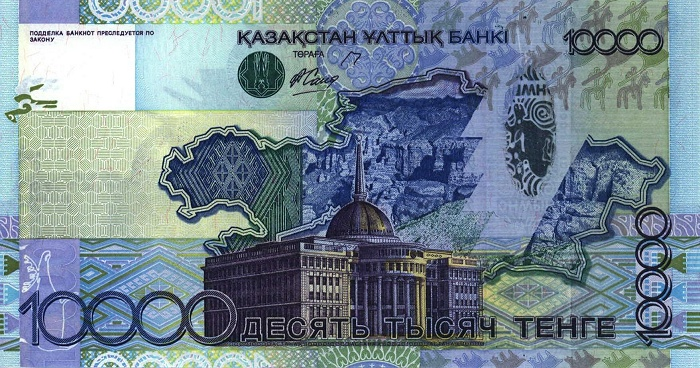
Vyobrazení na bankovce
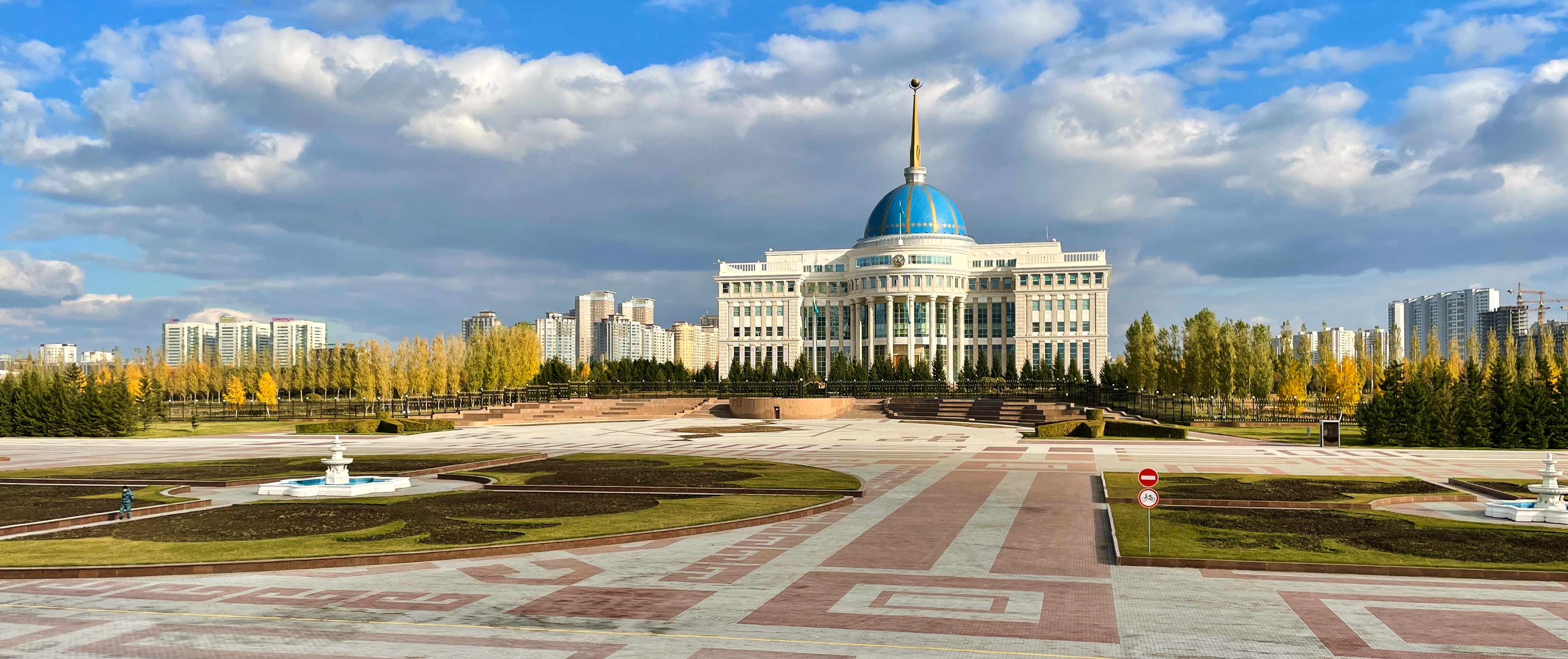
Prostor před palácem
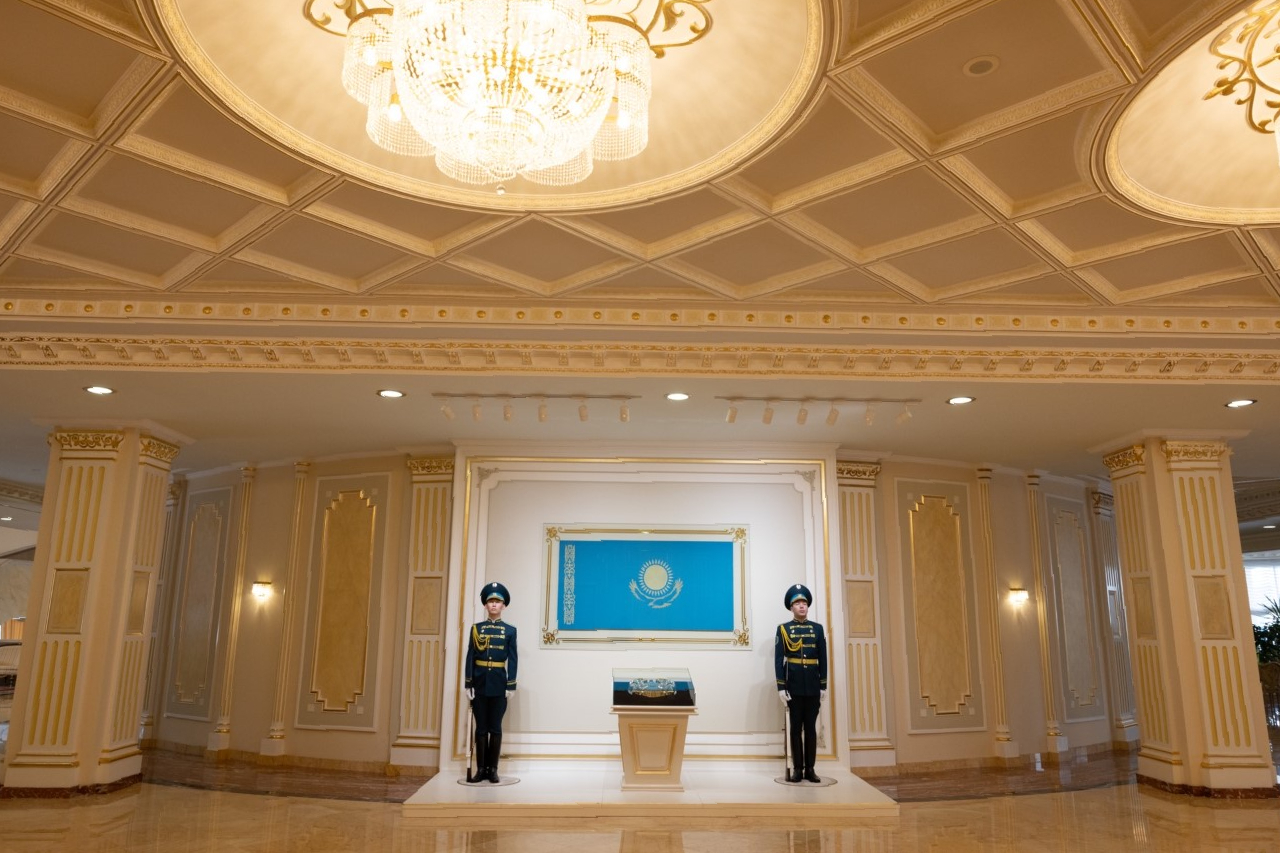
Vnitřní prostory